# Mladá Vožice
Mladá Vožice (în germană Jung Woschitz) este o comună și un oraș din districtul Tábor din regiunea Boemia de Sud a Cehiei. Are o populație de aproximativ 2.700 de locuitori.
Printre principalele obiective turistice ale orașului se numără Biserica Sfântul Martin, Castelul Mladá Vožice, Biserica Adormirea Maicii Domnului, Biserica Sfântul Nicolae, Biserica Fecioarei Maria și Sfântul Venceslau din Blanice și Biserica Tuturor Sfinților din Janov.

## Diviziuni administrative
Mladá Vožice este formată din 15 diviziuni administrative (în paranteze populația conform recensământului din 2021):
- Mladá Vožice (2.196)
- Bendovo Záhoří (10)
- Blanice (59)
- Chocov (28)
- Dolní Kouty (4)
- Dubina (8)
- Horní Kouty (13)
- Janov (26)
- Krchova Lomná (27)
- Noskov (111)
- Pavlov (17)
- Radvanov (45)
- Staniměřice (7)
- Stará Vožice (80)
- Ústějov (0)

## Etimologie
Originea numelui Vožice este necunoscută. Există o teorie care spune că numele așezării ar fi fost inițial Božice și ar putea fi derivat din numele personal Božut. Atributul mladá înseamnă „tânăr” (pentru a-l deosebi de Stará [„bătrân”] Vožice).

## Geografie

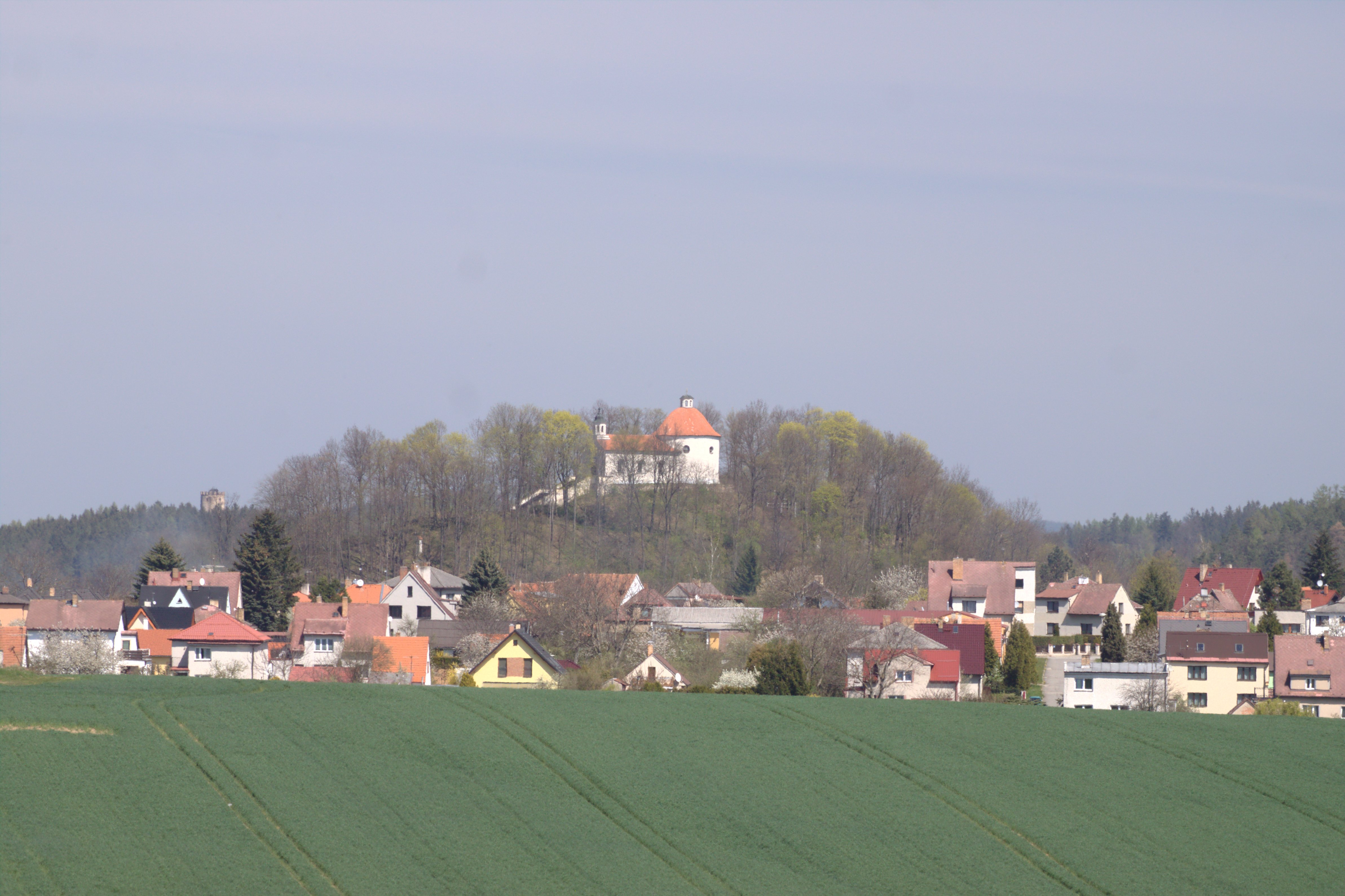
Vedere dinspre sud

Mladá Vožice se află la aproximativ 17 kilometri (11 mi) nord-est de Tábor și la 60 kilometri (37 mi) sud-est de Praga. Se găsește în cea mai mare parte în munții Vlašim. Partea de sud-est a teritoriului comunal se extinde spre și în Munții Křemešník și include cel mai înalt punct al comunei Mladá Vožice, dealul Bušová aflat la 669 metri (2.195 ft) deasupra nivelului mării. Orașul se află pe malul râului Blanice. Teritoriu comunei conține mai multe iazuri cu pește, dintre care cel mai mare este Podhradní rybník.

## Istorie

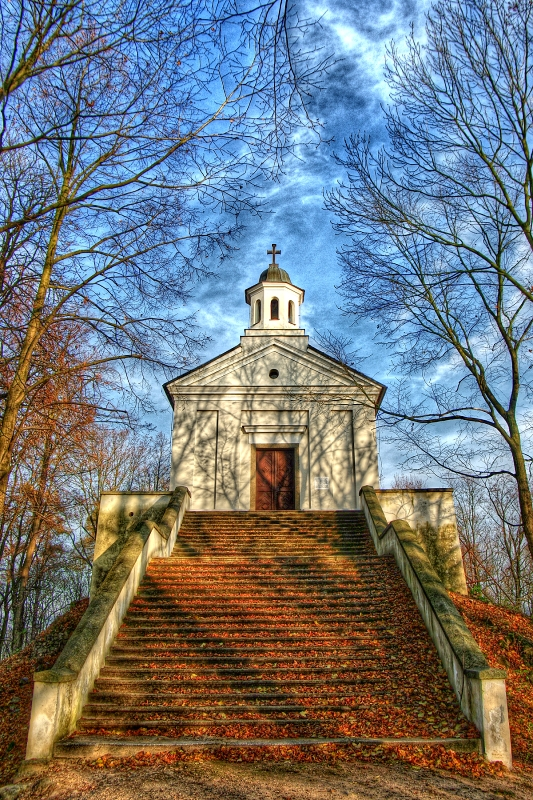
Biserica Adormirea Maicii Domnului

Zona Mladá Vožice de astăzi a început să fie locuită între 711 și 796. Ducele Spytihněv I a întemeiat aici un castel pentru depozitarea aurului și argintului care au fost extrase în zonă. Prima mențiune scrisă despre Mladá Vožice datează din anul 1273, când a fost menționat probabil primul proprietar al așezării, Stanimír din Vožice.
Bunurile din Mladá Vožice au fost probabil deținute de camera regală, dar au fost adesea amanetate sau împrumutate lorzilor feudali pentru serviciile aduse regelui. Unul dintre primii nobili a fost Vilém din Vožice, care a deținut moșia până în 1318. Din 1318 până în anul 1425, Mladá Vožice a fost deținută de domnii de Landštejn⁠(d), domnii de Janovice⁠(d), domnii de Orlík⁠(d), domnii de Pacov⁠(d) și familia Ronovci⁠(d).
În martie 1420, după bătălia de la Sudoměř, Mladá Vožice a fost ocupată de aproximativ 2.000 de călăreți conduși de Mikeš Divůček din Jemniště, maestrul monetăriei din Kutná Hora. În dimineața de Vinerea Mare din 1420, Jan Žižka a atacat orașul și i-a dat foc. Mai mulți lorzi au fost capturați sau uciși și doar cei care s-au refugit în castel au scăpat cu viață. Žižka a confiscat și o mulțime de cai pentru armata sa. În septembrie 1425, husiții au cucerit castelul după un asediu de cinci săptămâni. Castelul a fost astfel distrus și nu a mai fost niciodată reînnoit.
Mladá Vožice a fost apoi achiziționată de Čeněk de Klinštejn, care a vândut jumătate din Mladá Vožice lui Oldřich de Kralovice și a doua jumătate lui Mikuláš de Lípa. Mikuláš din Lípa a cumpărat apoi a doua jumătate și a atașat orașul moșiei Vlašim. În 1548, familia Voračický din Paběnice⁠(d) a cumpărat orașul de la domnii din Lípa. Următorii proprietari de seamă au fost Špánovskýs din Lisov, care au condus orașul între 1579 și 1629. În această perioadă, Mladá Vožice a câștigat diverse privilegii și s-a dezvoltat.
În 1678, moșia a intrat în proprietatea familia Küenburg, moșia a fost alăturată altor posesiuni mai mici din zonă și a fost stabilită o moșie ereditară. Familia Küenburg a deținut Mladá Vožice până la abolirea iobăgiei.

### Secolul al XX-lea
Orașul și cartierul Mladá Vožice au fost o zonă pur agricolă până în 1945, iar o industrializare a început abia după eliberare. Până în 1947, Mladá Vožice a fost un district judecătoresc în cadrul districtului politic Tábor.
Din 1949, după schimbarea sistemului politic și de stat, Mladá Vožice a fost inclusă în districtul nou înființat Votice⁠(d) din Regiunea Praga. După reorganizarea terenurilor în 1960, Mladá Vožice a aparținut de districtul Tábor din regiunea Boemia de Sud.
În 1975–1980, satele și cătunele mici au fost comasate cu orașul Mladá Vožice într-o singură comună. Din 1990, Běleč, Hlasivo⁠(d), Řemíčov⁠(d) și Vilice⁠(d) au devenit din nou comune independente.

## Transporturi

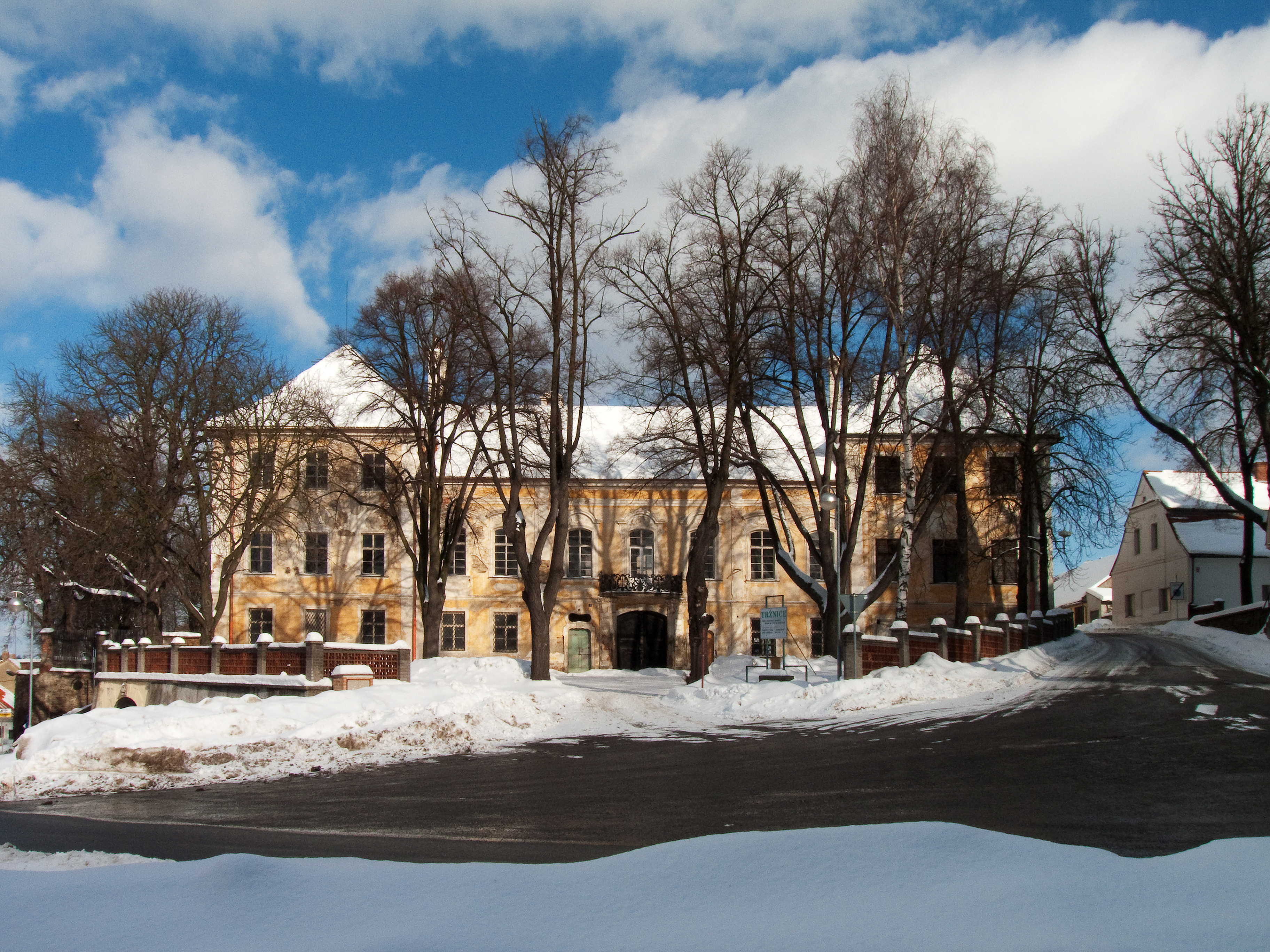
Castelul Mladá Vožice

Nu există căi ferate sau drumuri majore care să treacă prin oraș sau comună.

## Obiective turistice

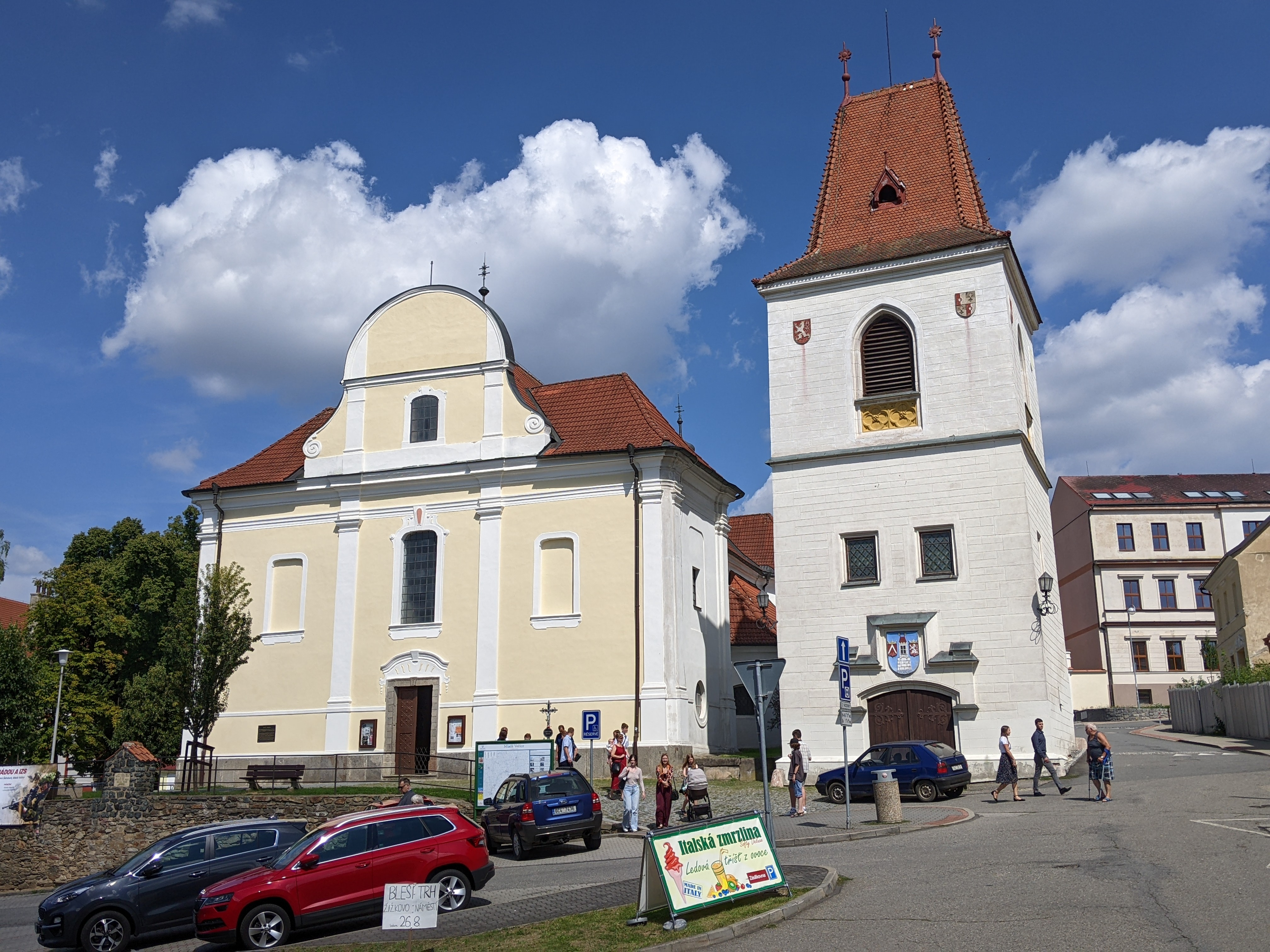
Biserica Sfântul Martin și clopotnița

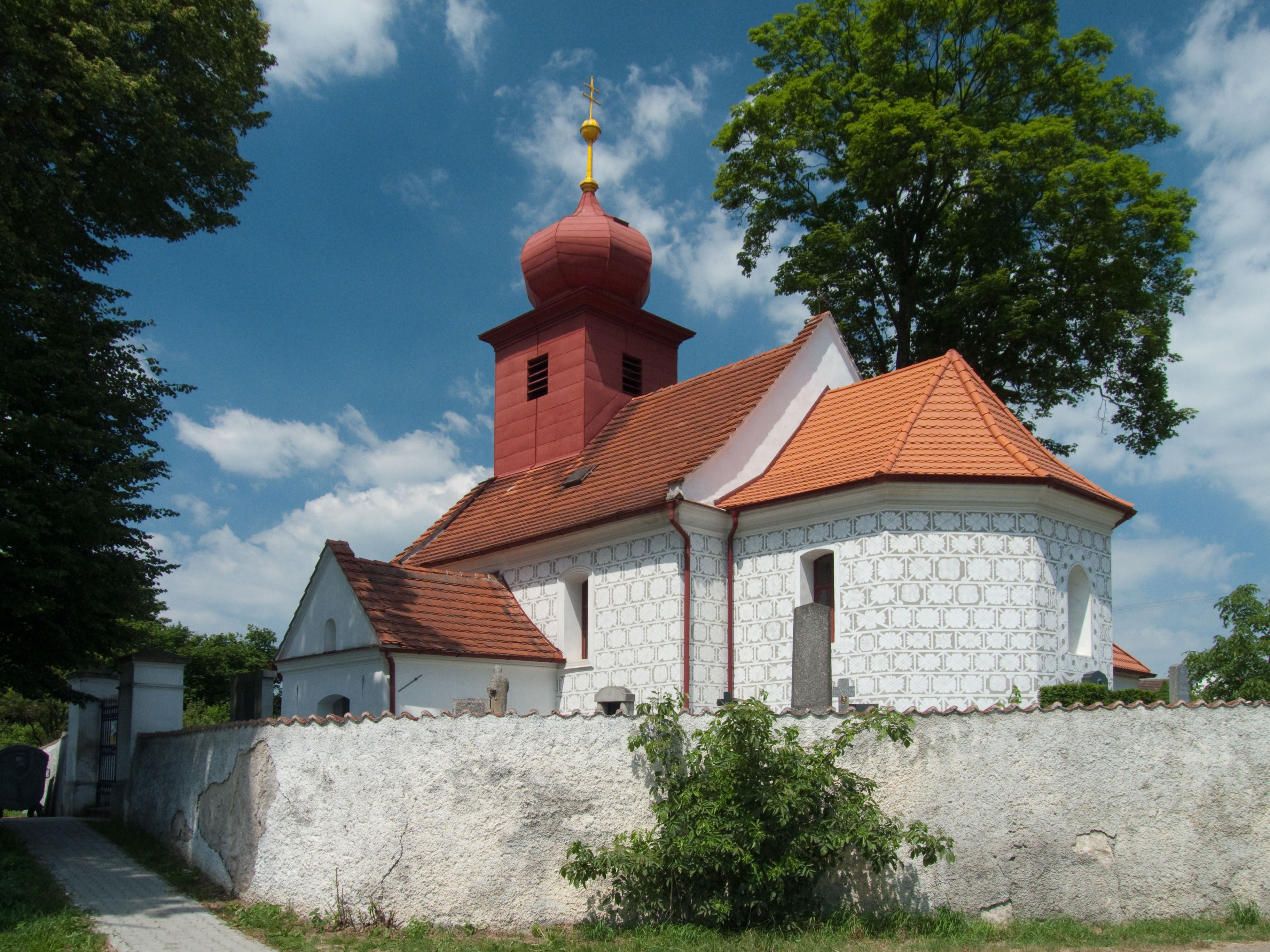
Biserica Fecioarei Maria și Sfântul Venceslau

Printre principalele obiective turistice ale orașului se numără Biserica Sfântul Martin. Existența bisericii a fost documentată pentru prima dată în anul 1348. După ce s-a degradat, în 1794 a fost construită o nouă biserică în stil baroc. Se află pe o terasă întărită deasupra Pieței Žižkovo. Lângă biserică se află o clopotniță separată, construită în 1425 și reconstruită în stil pseudo-gotic la începutul secolului al XX-lea. Toate clopotele bisericii au fost confiscate în 1942, cu excepția clopotului de înmormântare; clopotul numit Jan a fost returnat și binecuvântat până în anul 1952 și trei clopote noi, Maria, Václav și Martin, care sunau Gloria în acord, au fost cumpărate datorită strângerii de fonduri în 1986.
Castelul Mladá Vožice a fost construit în piață în anii 1570–1603. A fost reconstruit la forma sa actuală barocă de către familia Küenburg, care a deținut zona între 1678 și 1945. În 1946, castelul a fost confiscat, iar interioarele sale au fost folosite de fabrica Koh-i-Noor⁠(d). În 2001, a fost cumpărat de două companii private.
Biserica Adormirea Maicii Domnului se află pe vârful unui deal deasupra orașului, pe locul fostului castel. Construită în stilul baroc timpuriu în 1646, a fost extinsă în 1827. A fost construit de Krištof Karel Přehořovský din Kvasejovice, proprietarul moșiei Vožice. Calea Crucii, în stil neoclasic târziu, duce la biserică.
Biserica Sfântul Nicolae este situată la marginea de nord-vest a orașului. Este o biserică cu cimitir în stil baroc timpuriu de la mijlocul secolului al XVII-lea, care a înlocuit o biserică dărăpănată construită în secolul al XIV-lea.
Biserica Fecioarei Maria și Sfântul Venceslau se află în Blanice. Inițial a fost o biserică gotică, cel mai probabil din prima jumătate a secolului al XIV-lea. A fost apoi reconstruită în stilul renascentist și baroc. Decorul Sgraffito⁠(d) datează din secolul al XV-lea
Biserica Tuturor Sfinților este situată în Janov. A fost construită în stil baroc în anul 1725 sau 1726. Probabil are nucleu medieval.

## Persoane notabile
- Matthias de Janov (1350/55–1393/94), scriitor bisericesc
- August Sedláček⁠(d) (1843–1926), istoric și arhivist
- Ota Bubeníček⁠(d) (1871–1962), pictor peisagist; a locuit aici din 1932[18]
- Fran Lhotka⁠(d) (1883–1962), compozitor și muzician ceho-croat